# Deutschvölkische Partei
Die Deutschvölkische Partei (DvP) war eine völkisch-rassistische und antisemitische Partei zur Zeit des Deutschen Kaiserreiches und bestand von März 1914 bis Dezember 1918. Vorsitzende waren Wilhelm Lattmann  (1914–1915) und  Ferdinand Werner (1915–1918). 

## Ideologie
Die Partei verstand sich als „parlamentspolitische Kampftruppe“ der vorwiegend außerparlamentarischen völkischen Bewegung. Ihre Agitation war vorwiegend antisemitisch und ging von der „Rassen-Erkenntnis“ als ausschlaggebendem Faktor „rassendeutscher Politik“ aus. Ihre Anhänger sahen die völkische als Erbin der antisemitischen Bewegung und versuchten, deren alte Parteilager zusammenzuführen und parteipolitisch zu mobilisieren. Sie benutzten als Symbol den Hammer Thors, welcher vor dem Ersten Weltkrieg neben dem Hakenkreuz als bedeutendstes völkisches Symbol galt. Seit Anfang 1917 bediente sich die Partei auch des Hakenkreuzes als Symbol, etwa auf dem Titelblatt ihres Parteiorgans Deutschvölkische Blätter. Aufgrund der antisemitischen Einstellung vertrat die Deutschvölkische Partei die Meinung, dass alles „Fremde“ und „Widervölkische“ aus Deutschland entfernt werden sollte. Für sie galt die „Deutschblütigkeit“, die deutsche Abstammung und Erbanlage, so dass alles „undeutsche“ bekämpft werden müsse.
Politisch vertrat die Partei expansionistische Kriegsziele und sprach sich für weitreichende Annexionen aus. Ziel war wie bei anderen rechten Organisationen die hegemoniale Stellung Deutschlands in Europa. Innenpolitisch verlangten sie die Ausweisung der jüdischen Bevölkerung und ein Ende jeder Einwanderung aus Osteuropa. Im Verlauf des Krieges wurde ihre Propaganda immer radikaler. Ihr Vorsitzender Ferdinand Werner versuchte mit Eingaben die Behörden für ein Vorgehen gegen angebliche „jüdische Kriegsgewinnler“ und „jüdische Drückeberger“ zu mobilisieren. Die Partei hatte damit teilweise Erfolg, da im Oktober 1916 die Armee eine „Judenzählung“ durchführte, die belegen sollte, dass sich die jüdische Bevölkerung nicht ausreichend an den Kriegsanstrengungen beteiligte. Das Ergebnis der Untersuchung belegte das Gegenteil, und daher wurde die Studie nicht veröffentlicht.

## Parteigeschichte
Die Partei wurde am 22. März 1914 in Berlin gegründet Sie entstand aus zwei antisemitischen Splitterparteien, der 1889 gegründeten Deutschsozialen Partei und der 1890 gegründeten Deutschen Reformpartei und im Gründungsjahr hatte sie etwa 14.000 Mitglieder. Zweiter Vorsitzender war der führende hessische Antisemit Ludwig Werner und Generalsekretär der Hamburger Publizist Johannes Henningsen (1870–1947).
Im Reichstag verfügte die Partei über fünf Abgeordnete. Dies waren Wilhelm Bruhn, Heinrich Gräfe, Ludwig Werner, Richard Herzog und Johann Rupp. Sie schlossen sich 1916 mit der Freikonservativen Partei und der Christlich-Sozialen Arbeiterpartei zur „Deutschen Fraktion“ zusammen. Auch in der zweiten Hälfte des Krieges hielt die Partei an der Forderung nach einem sogenannten „Siegfrieden“ fest und lehnte die Friedensresolution von 1917 ab.
Im Zuge der Novemberrevolution wurde auf einem Parteitag am 15. Dezember 1918 in Eisenach die Fusion mit der DNVP beschlossen, wobei jedoch ein selbständiger Reichsverband mit eigenen Zeitungen weiterbestehen sollte, der als „Deutschvölkischer Bund“ firmierte. Dieser fusionierte jedoch selbst bereits am 1. Oktober 1919 mit dem Deutschen Schutz- und Trutzbund zum Deutschvölkischen Schutz- und Trutzbund. Eine bedeutende Rolle bei der Überführung der Mitglieder der aufgelösten Partei in Nachfolgeorganisationen spielte Alfred Roth.